# Jan Willem Pieneman
Jan Willem Pieneman (1779-1853) fou un pintor neerlandès de quadres històrics i retrats.

## Biografia
Estudià a la Amsterdamse Stadstekenacademie i el 1805 va ésser designat com a instructor de dibuix al centre d'entrenament d'artilleria i enginyeria d'Amersfoort. El 1820 fou nomenat primer director del Koninklijke Academie voor Schone Kunsten (Reial Acadèmia de Belles Arts) d'Amsterdam, un càrrec que va mantindre fins a la seua mort. Del 1844 al 1847 fou director del Rijksmuseum, el qual, i en aquell moment, es trobava a la mansió anomenada Trippenhuis.
Va morir el 8 d'abril del 1853 a Amsterdam.

## Estil
Fou conegut sobretot per les seues pintures sobre la història dels Regne Unit dels Països Baixos. La seua fama es basa en la tela La batalla de Waterloo (Rijksmuseum, Amsterdam, 1824), una obra amb més interès històric que no pas mèrit artístic. Igual que molts altres artistes neerlandesos de l'època, les seues millors obres corresponen a retrats sense pretensions. Fou el primer director de l'Acadèmia d'Amsterdam i Jozef Israëls figurà entre els seus alumnes.

## Galeria

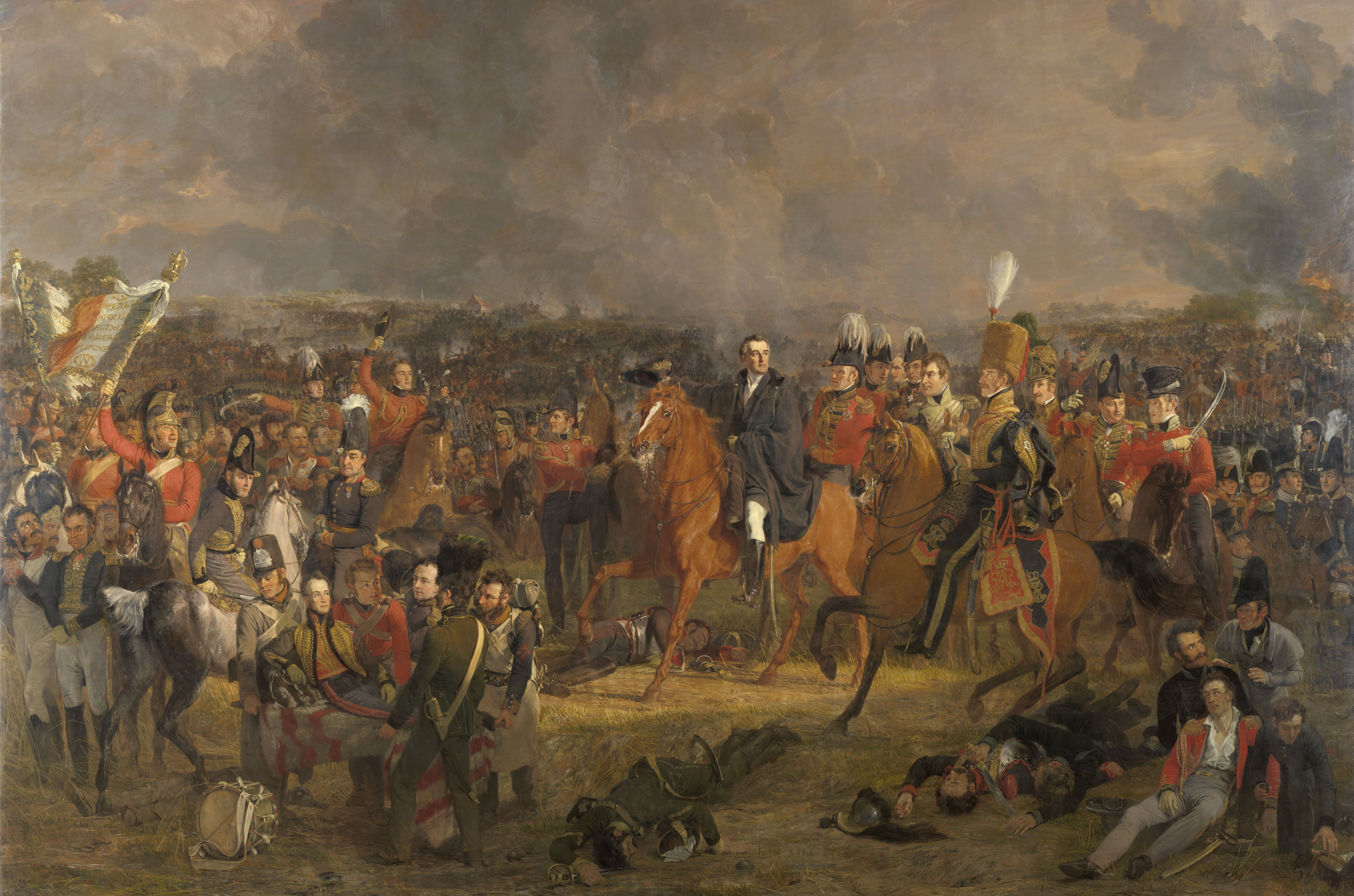
La batalla de Waterloo (1824)
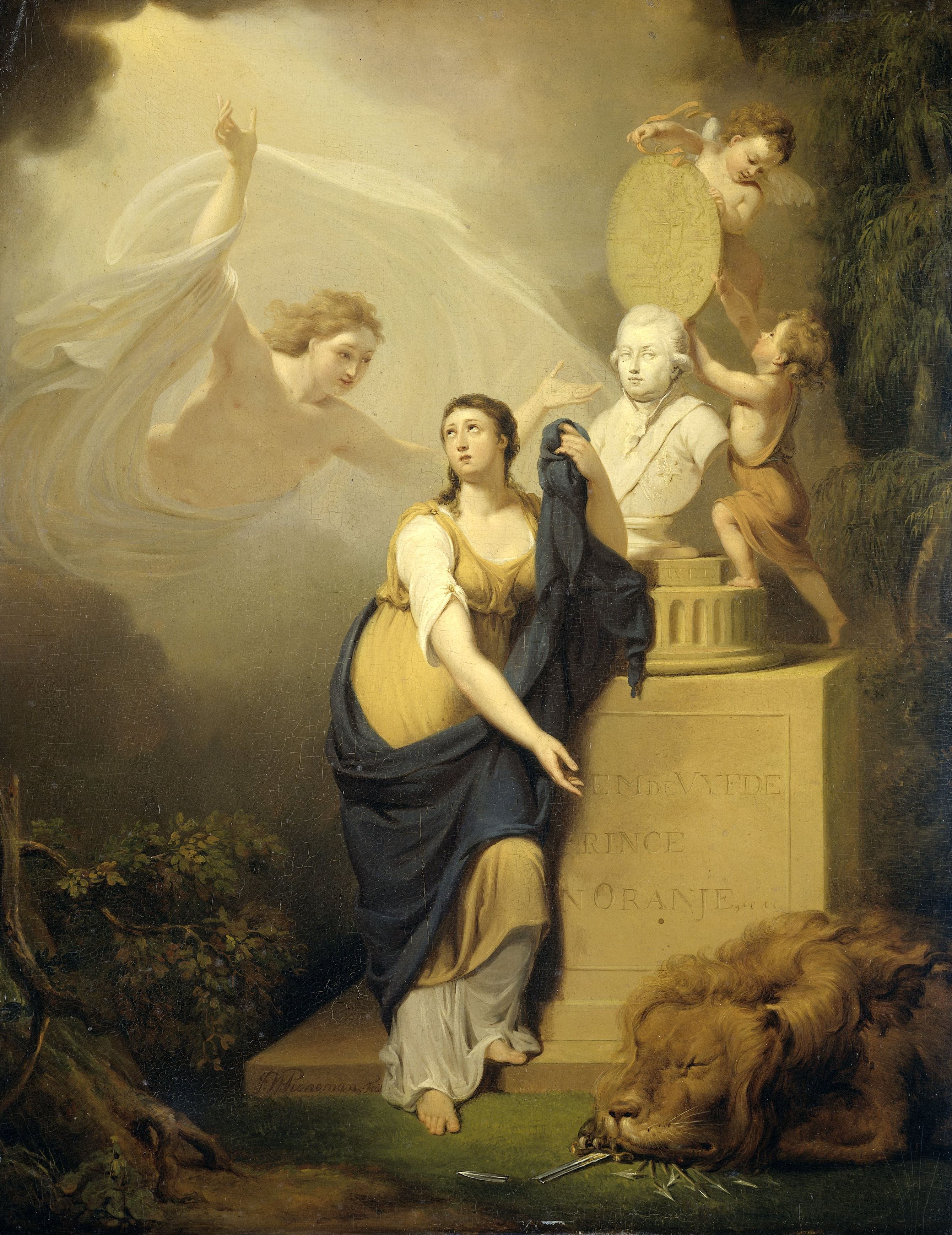
Al·legoria de la mort del príncep Guillem V, 1806 (1806)
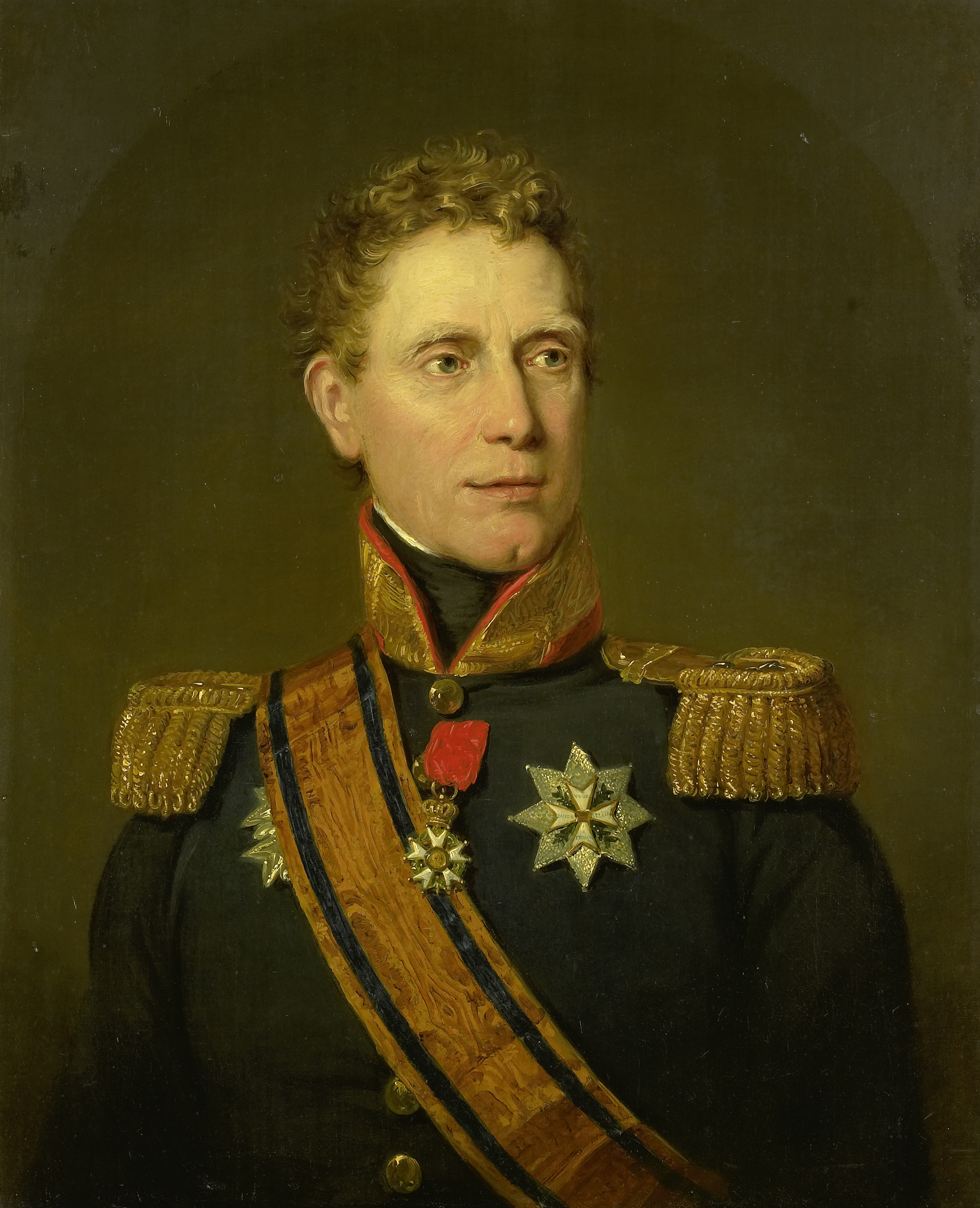
Retrat de Jan Willem Janssens (entre 1815 i 1838)
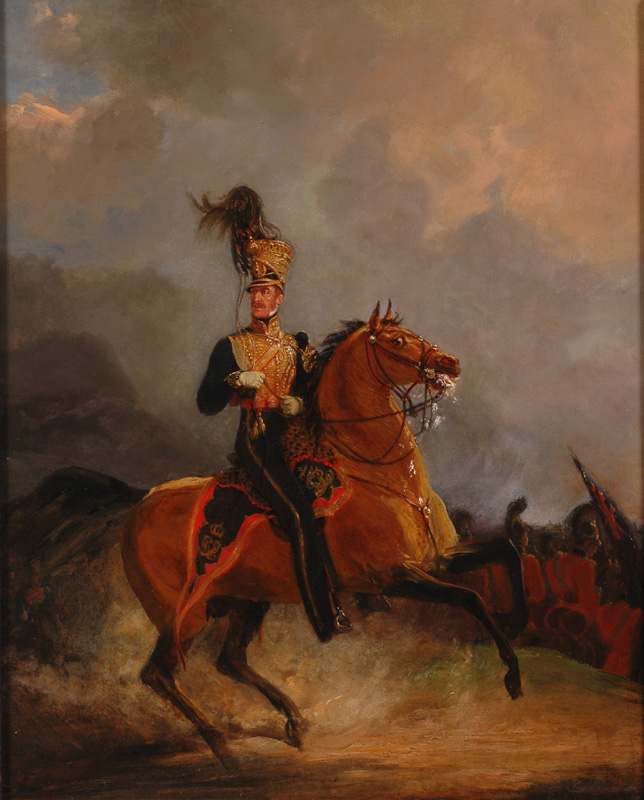
Retrat de Sir Henry William Paget
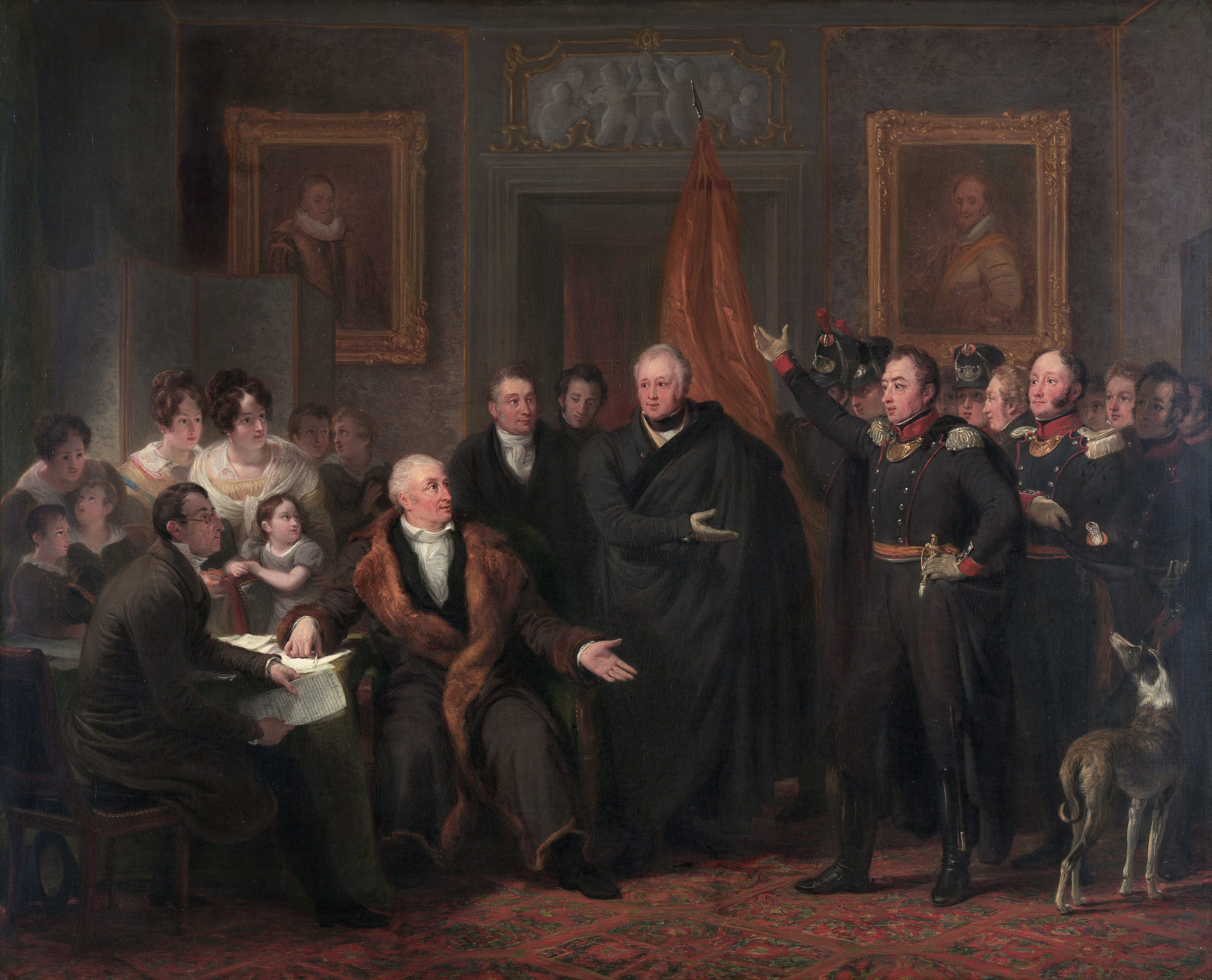
El Triumvirat assumint el poder en nom del Príncep d'Orange (1828)
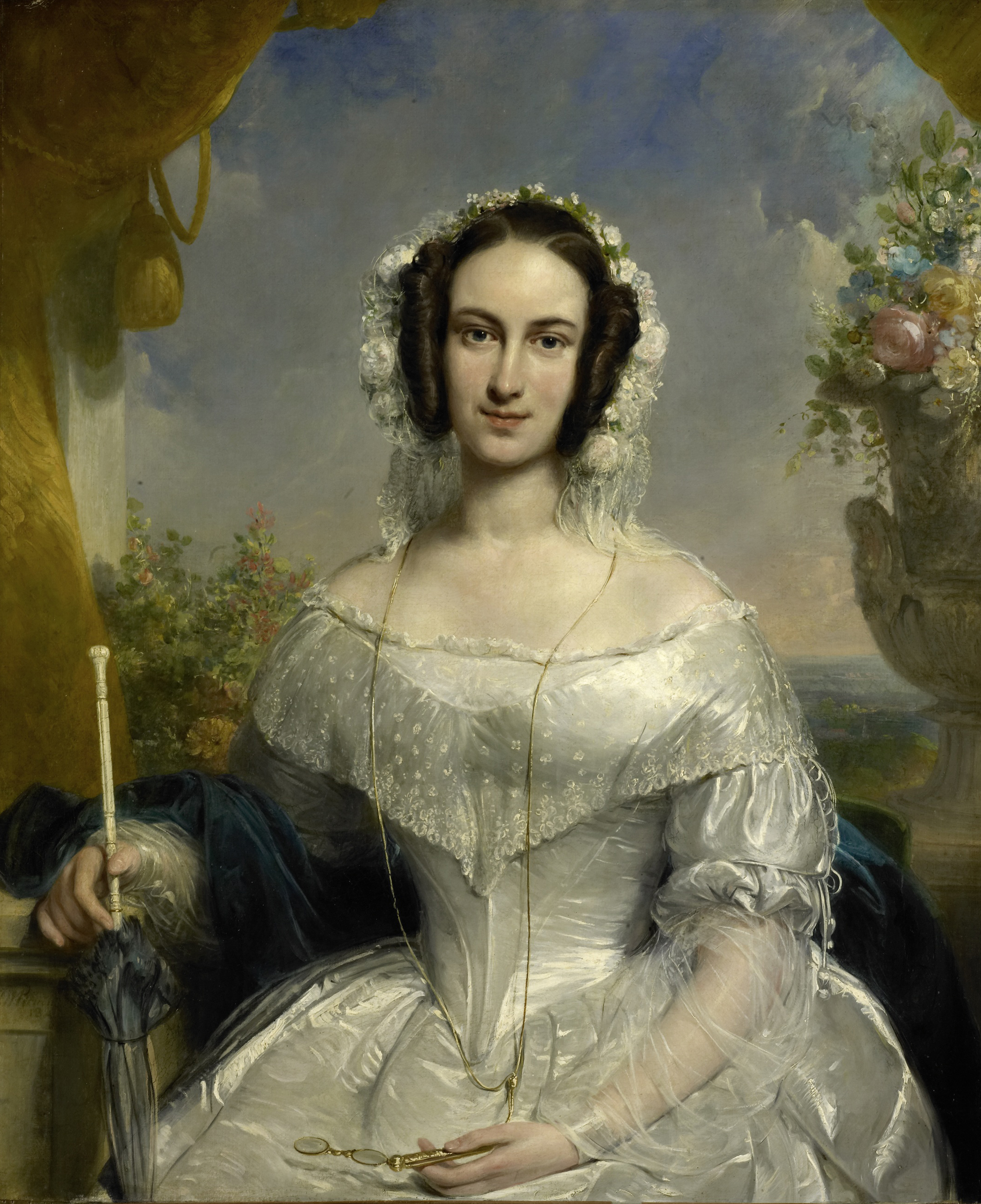
Retrat d'Agatha Petronella Hartsen (1841)
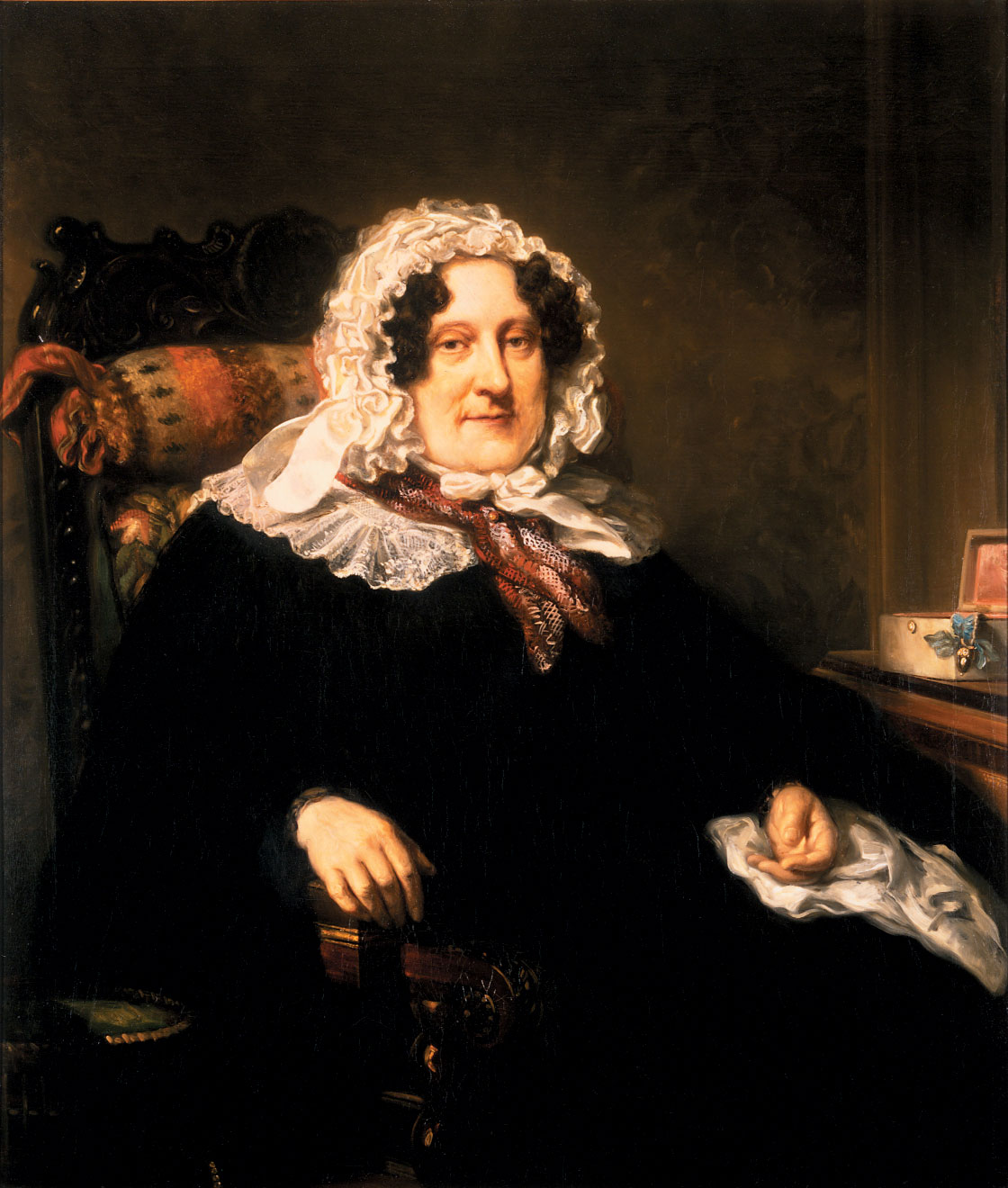
Retrat de Johanna Jacoba van de Velde (1764-1846) (1844)
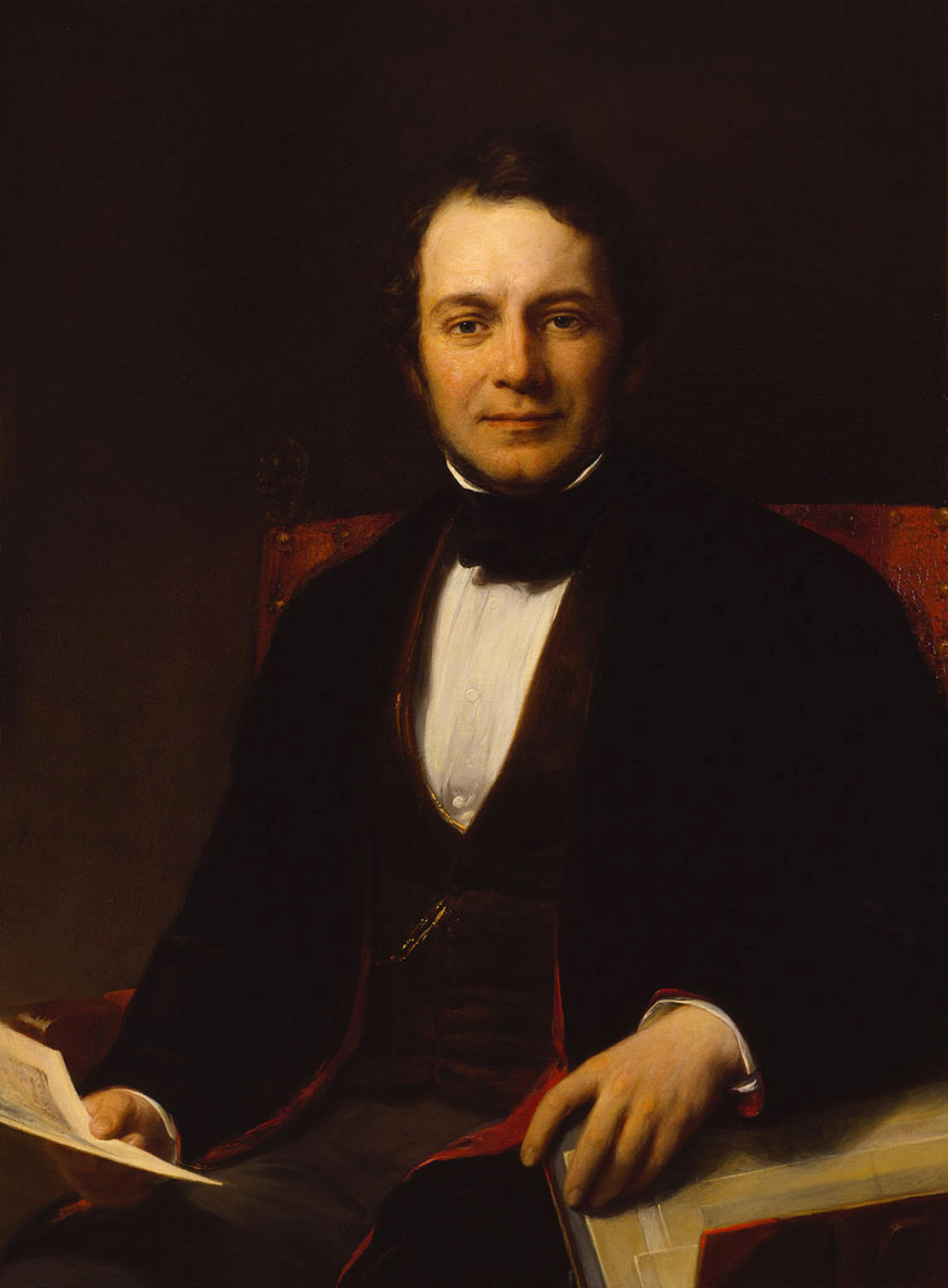
Retrat de Carel Joseph Fodor (1801-1860) (1848)
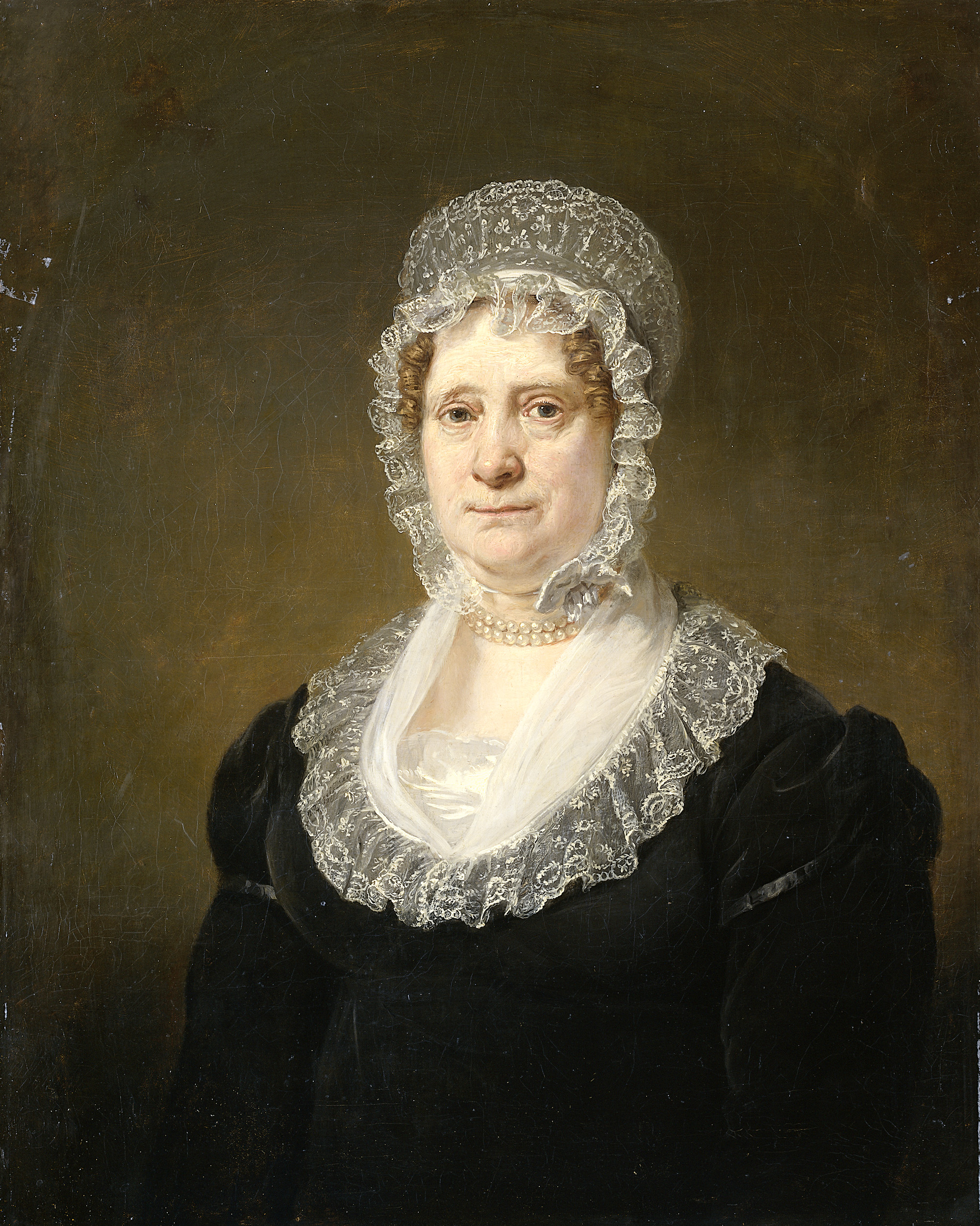
Retrat de Sara de Haan (1761-1832) (entre 1820 i 1832)
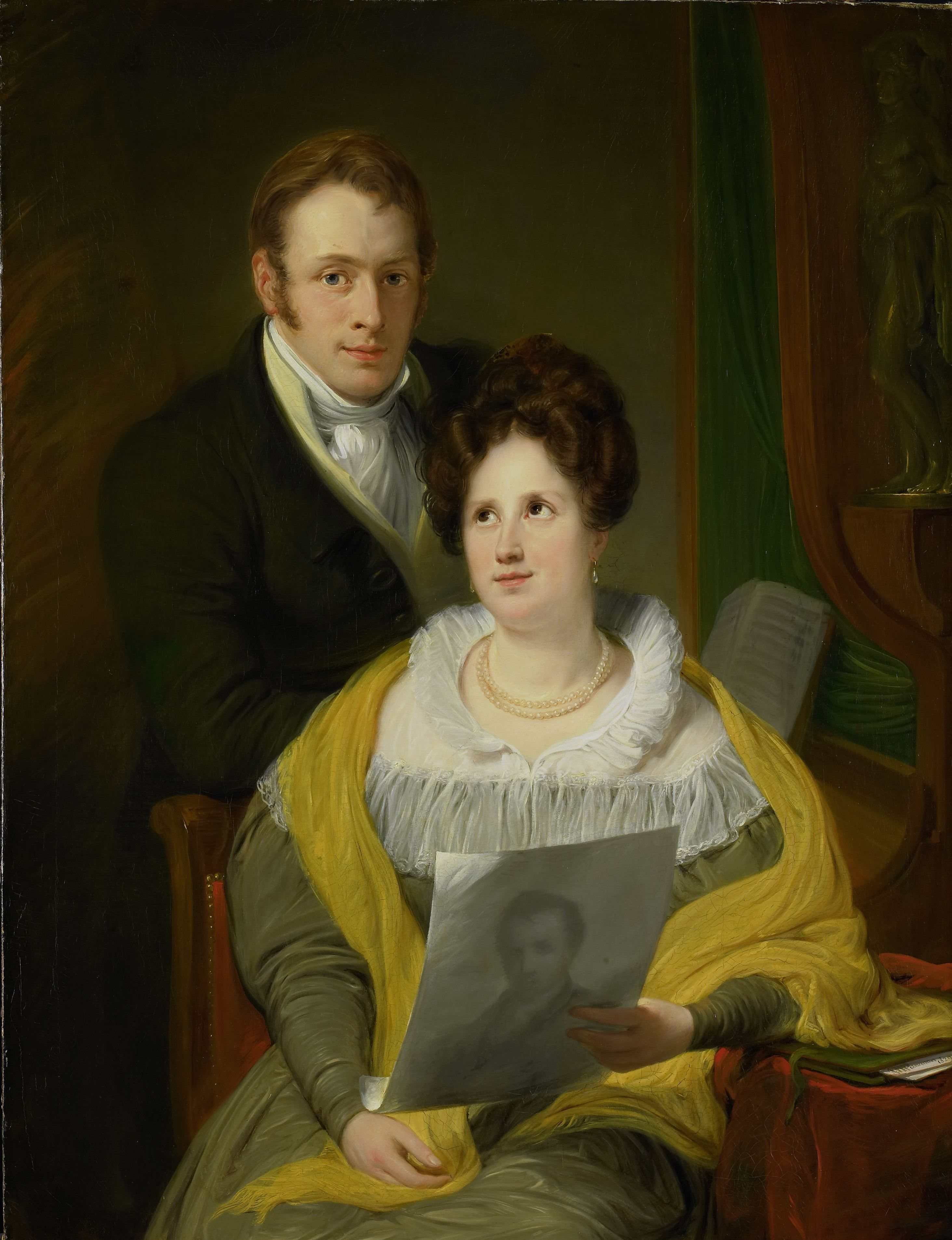
Retrat d'una dama i un cavaller (1829)